# کبته
کبته (به عربی: کبتة) یک روستا در سوریه است که در ناحیه ارمناز واقع شده‌است. کبته ۱٬۲۲۹ نفر جمعیت دارد.